# Traité de Kouang-Tchéou-Wan
Le traité de Kouang-Tchéou-Wan a été signé le 10 avril 1898 entre le France et la Chine. Il s'agissait en fait d'un simple échange de lettres, complété par une convention franco-chinoise du 16 novembre 1899 précisant les conditions de concession à bail, tout en préservant les droits de souveraineté de la Chine. Il est maintenant considéré comme faisant partie des traités inégaux. L'original est maintenant conservé au Musée national du Palais à Taipei. Le traité a été entériné le 19 novembre 1898 par l'amiral Su Yuanchun de la marine Ko Lai Rui.
Ainsi, le Guangzhouwan (littéralement « Baie de Guangzhou ») devient une colonie française, comparable à Macao et Hong-Kong (à partir de 1900, elle sera gérée par l'Indochine française).

## Le traité
- La baie Kouang-Tchéou-Wan (maintenant Zhanjiang) est concédée à la France, avec un bail de 99 ans. Celle-ci sera finalement rétrocédée en 1945.
- La concession est détenue par la France au sein de la juridiction de la garnison française dans cette fortification; des navires chinois dans le golfe de Guangzhou sont tenus de payer des taxes à la France;
- La France obtient un permis de construction pour des chemins de fer, des câbles aériens et autres.